# Помазан Марія Олександрівна
Марія Олександрівна Помазан (нар. 15 жовтня 1988) — українська легкоатлетка, майстер спорту України міжнародного класу. Член збірної команди України з легкої атлетики серед спортсменів з ураженнями опорно-рухового апарату. Багаторазова чемпіонка світу (2011, 2013, 2015, 2017, 2019) у штовханні ядра метанні диска, триразова паралімпійська чемпіонка та дворазова срібна призерка Паралімпійських ігор.
Займається у секції легкої атлетики дитячо-юнацької спортивної школи інвалідів Запорізького регіонального центру з фізичної культури і спорту інвалідів «Інваспорт».

## Спортивна кар'єра

### Чемпіонат світу 2019
На Чемпіонат світу з легкої атлетики, що відбувався 2019 року з 7 по 15 листопада у Дубаї (Об'єднані Арабські Емірати) завоювала золоту нагороду. 14 листопада Марія результатом 12,94 м впевненно перемогла у штовханні ядра (F35) і здобула десяту золоту медаль Українській збірній на цьому чемпіонаті.

### Паралімпіада-2020
2 вересня 2021 року на Літніх Паралімпійських іграх-2020 у Токіо Марія виборола золоту медаль у штовханні ядра стоячи, в класі F35, з результатом 12.24 м.

## Відзнаки та нагороди
- Орден княгині Ольги ІІІ ступеня (18 вересня 2024) — За досягнення високих спортивних результатів на ХVІІ літніх Паралімпійських іграх у місті Парижі (Французька Республіка), виявлені самовідданість та волю до перемоги, утвердження міжнародного авторитету України[7]
- Орден «За заслуги» I ст. (16 вересня 2021) — За значний особистий внесок у розвиток паралімпійського руху, досягнення високих спортивних результатів на XVI літніх Паралімпійських іграх у місті Токіо (Японія), виявлені самовідданість та волю до перемоги, утвердження міжнародного авторитету[8]
- Орден «За заслуги» II ст. (4 жовтня 2016) — За досягнення високих спортивних результатів на XV літніх Паралімпійських іграх 2016 року в місті Ріо-де-Жанейро (Бразилія), виявлені мужність, самовідданість та волю до перемоги, утвердження міжнародного авторитету України[9]
- Орден «За заслуги» III ст. (17 вересня 2012) — за досягнення високих спортивних результатів на XIV літніх Паралімпійських іграх у Лондоні, виявлені мужність, самовідданість та волю до перемоги, піднесення міжнародного авторитету України[10]
- Указом Президента України № 336/2016 від 19 серпня 2016 року нагороджена ювілейною медаллю «25 років незалежності України».[4]

## Інциденти
На початку травня 2014 року Марію побив колишній чоловік її сестри, коли вона приїхала з сестрою забирати свою племінницю, яку той викрав.